# Léon Indenbaum (Modigliani)
Pour les articles homonymes, voir Léon Indenbaum.
Léon Indenbaum est un tableau réalisé par le peintre italien Amedeo Modigliani en 1916. Cette huile sur toile est le portrait en buste de son confrère sculpteur Léon Indenbaum, dont le nom de famille est inscrit sur le fond, derrière son crâne dégarni. Elle est exécutée sur une nature morte de la main de l'artiste d'origine russe. Propriété de la Henry and Rose Pearlman Foundation, l'œuvre se trouve en dépôt au musée d'Art de l'université de Princeton, à Princeton, dans le New Jersey, aux États-Unis.